# Ирек (Оренбургская область)
Ирек — село в Саракташском районе Оренбургской области в составе  Воздвиженского сельсовета. 

## География
Находится на расстоянии примерно 10 километров по прямой на юго-восток от районного центра поселка Саракташ.

## История
Официальная дата основания села 1928.  В этот год часть семей выселилась из Шишмы на новый, менее заселённый участок в 4-5 километрах от Шишмы, вверх по реке Сакмара. Здесь образовался небольшой поселок. Название в переводе на русский язык означает «свобода». В советское время работали колхозы «Ирек» и «Дружба».

## Население
Население составляло 75 человек в 2002 году (татары 96%), 103 по переписи 2010 года.